# Ovalle
Ovalle este un oraș și comună din provincia Limarí, regiunea Coquimbo, Chile, cu o populație de 103.734 locuitori (2012) și o suprafață de 3834,5 km2.